# Yılanlıcakuz, Devrek
Yılanlıcakuz là một xã thuộc huyện Devrek, tỉnh Zonguldak, Thổ Nhĩ Kỳ. Dân số thời điểm năm 2011 là 296 người.